# Journal of Macroeconomics
Le Journal of Macroeconomics, abrégé JMACRO, est un journal académique créé en 1979 et édité par Elsevier. Le JMACRO est ainsi la première revue consacrée exclusivement à la macroéconomie publiée en anglais. Les études qui y sont publiées concernent essentiellement la théorie macroéconomique (études empiriques et théoriques). Le JMACRO est considéré comme l'une des revues de macroéconomie les plus prestigieuses.

## Articles célèbres
Plusieurs articles publiés dans le Journal of Macroeconomics ont eu un impact important sur la macroéconomie en général. Les plus notables sont les suivants :
- 1979 : "Another possible source of wage stickiness", par Robert M. Solow
- 1981 : "The asset market approach to exchange rate determination: Some short-run, stability, and steady-state properties", par Stephen J Turnovsky
- 1990 : "The macroeconomic impact of the baby boom generation", par Henry M. McMillan et Jerome B. Baesel
- 1996 : "Oil price volatility and the macroeconomy", par J. Peter Ferderer
- 2009 : "US economic growth in the gilded age", par Alexander J. Field